# Codex de Munich

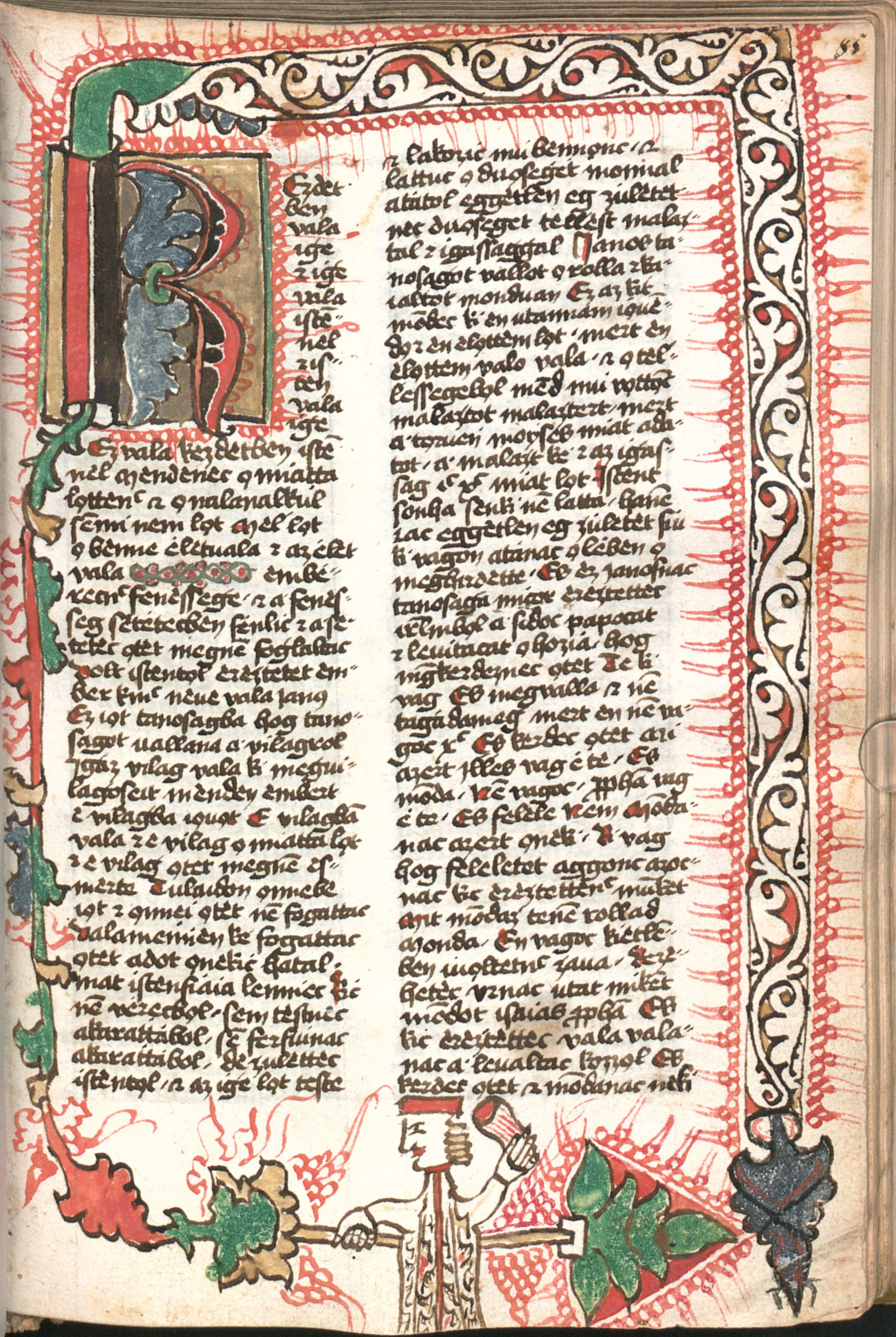
Première page du Nouveau Testament du Codex de Munich.

Le Codex de Munich est une partie de la plus ancienne traduction hongroise connue de la Bible, la Bible hussite. Il fut rédigé à Târgu Trotuș en 1466. Aujourd'hui, il se trouve à Munich, dans la Bibliothèque d'État de Bavière (Cod. Hung. 1).

## Contenu
Le Codex de Munich contient la traduction hongroise des quatre Évangiles. Au recto de la 108ème page, à la fin de l'Évangile selon Jean, il est indiqué qui est le rédacteur, et où et quand elle a été réalisée. L'auteur est noté comme étant György Németi, fils d'Imre Henzsel. Il n'y a aucune autre mention à son sujet.

## Sources
- MÜNCHENI-KÓDEX | Magyar Nyelvemlékek
- Müncheni-kódex – Magyar Katolikus Lexikon
- Müncheni-kódex - Lexikon :: - Kislexicon